# Tomiszowice (gromada)
Tomiszowice – dawna gromada, czyli najmniejsza jednostka podziału terytorialnego Polskiej Rzeczypospolitej Ludowej w latach 1954–1972.
Gromady, z gromadzkimi radami narodowymi (GRN) jako organami władzy najniższego stopnia na wsi, funkcjonowały od reformy reorganizującej administrację wiejską przeprowadzonej jesienią 1954 do momentu ich zniesienia z dniem 1 stycznia 1973, tym samym wypierając organizację gminną w latach 1954–1972.
Gromadę Tomiszowice z siedzibą GRN w Tomiszowicach utworzono – jako jedną z 8759 gromad na obszarze Polski – w powiecie zawierciańskim w woj. stalinogrodzkim, na mocy uchwały nr 24/54 WRN w Stalinogrodzie z dnia 5 października 1954. W skład jednostki weszły obszary dotychczasowych gromad Antolka i Tomiszowice ze zniesionej gminy Niegowa w powiecie zawierciańskim w woj. stalinogrodzkim oraz obszar dotychczasowej gromady Bliżyce ze zniesionej gminy Lelów w powiecie włoszczowskim w woj. kieleckim. Dla gromady ustalono 12 członków gromadzkiej rady narodowej.
1 stycznia 1956 gromada weszła w skład nowo utworzonego powiatu myszkowskiego w tymże województwie
20 grudnia 1956 województwo stalinogrodzkie przemianowano (z powrotem) na katowickie.
31 grudnia 1959 gromadę zniesiono, a jej obszar włączono do gromady Sokolniki w tymże powiecie.